# Kladský sborník
Der Kladský sborník (deutsch Glatzer Sammelband, auch Glatzer Almanach) war eine wissenschaftliche Publikation, die sich mit der Geschichte der ehemaligen Grafschaft Glatz (tschechisch Kladské hrabství, polnisch Hrabstwo kłodzkie) befasste. Herausgegeben wurde die Reihe von der Pädagogischen Fakultät der Universität Hradec Králové.

## Geschichte
Der Kladský sborník entstand nach der politischen Wende von 1989 auf Initiative tschechischer Historiker, Kunsthistoriker, Geographen und Ethnologen. Sie gründeten 1993 die „Kladská komise historiku“ (Historikerkommission für das Glatzer Land). Vorsitzender der Kommission, der auch polnische Historiker angehörten, war der Regionalhistoriker Vladimír Wolf.
Für das geplante Projekt war wesentlich, dass das Glatzer Land bis zum Übergang an Preußen 1742/1763 unmittelbar zu Böhmen gehörte und 1459 vom böhmischen König Georg von Podiebrad zur einzigen Grafschaft innerhalb des Königreichs Böhmen erhoben wurde. Residenzort war von 1459 bis 1763 die Stadt Glatz. Erster Graf von Glatz, der in Glatz residierte, war Georg Podiebrads zweitgeborener Sohn Heinrich d. Ä.
Der erste Band des Kladský sborník erschien im Jahre 1996.
Neben den Sammelbänden wurden folgende Supplementa herausgegeben:
1. Růžena Hlušičková: Kladsko a Československo v letech 1945–1947: studie a dokumenty [Das Glatzer Land und die Tschechoslowakei in den Jahren 1945–1947. Studien und Dokumente]. Hradec Králové 1999.[1]
2. Jiří Malina (Mitarbeit: Irena Klimaszewska): Bibliografie dějin Kladska; výběrová speciální bibliografie české a polské knižní a časopisecké literatury = Bibliografia historii ziemi Kłodzkiej [Bibliographie der tschechischen und polnischen Literatur zur Geschichte der Grafschaft Glatz]. Hradec Králové 1999.
3. František Musil, Piotr Pregiel: Chrestomatie k dějinám Kladska [Chrestomathie zur Geschichte des Glatzer Landes]. Hradec Králové 2002.[2]
4. Eva Semotanová, Ondřej Felcman: Kladsko. Proměny středoevropského regionu. Historický atlas. 1: Buch. [Textová část/Textteil]. Univ. Hradec Králové, Hradec Králové 2005, ISBN 80-7286-066-6.
5. Český koutek v Kladsku [Der böhmische Winkel im Glatzer Land]. Hradec Králové 2008.
6. 550 let hrabství kladského: 1459–2009 [550 Jahre Grafschaft Glatz: 1459–2009]. Hrsg. vom Muzeum Podkrkonoší. Trutnov 2009.

## Kladský sborník 1946
Namensgebend für den Titel war der bereits 1946 als „Kladský sborník“ erschienene Sammelband, der vom Literaturwissenschaftler Václav Černý herausgegeben wurde. Mit dieser Veröffentlichung sollten nach Kriegsende 1945 die Bestrebungen der Tschechoslowakei politisch, historisch und ethnologisch begründet und unterstützt werden, das Glatzer Land bzw. zumindest den vormaligen Böhmischen Winkel im Westteil des Glatzer Landes an die Tschechoslowakei zu übertragen. Damals war von der Náchoder „Kladská komise“ (Glatzer Kommission) eine Unterschriftenkampagne für die Eingliederung des Böhmischen Winkels in die Tschechoslowakei initiiert worden. Diese stieß jedoch auf entschiedenen und aggressiven Widerstand der Polen, an die das Glatzer Land zusammen mit dem größten Teil Schlesiens nach Kriegsende 1945 gefallen war. Forderungen nach einem Anschluss des gesamten Glatzer Landes an die Tschechoslowakei wurden bereits auf der Pariser Friedenskonferenz 1919 gestellt.